# Улица Новая Башиловка
У́лица Но́вая Баши́ловка — улица на севере Москвы, часть Третьего транспортного кольца, являющаяся границей между районами Аэропорт и Беговой.

## История
Возникла в XIX веке как Башиловская аллея Петровского парка, позже — Новая Башиловка. Определение отличает её от улицы Старая Башиловка, сейчас улица Расковой.
Вдоль улицы Новая Башиловка располагалось здание общества «Динамо» (также известное как СТЗ). Несмотря на расположение, здание имело адрес по Ленинградскому проспекту (дом 36 стр. 21). В рамках реконструкции стадиона «Динамо» и прилегающей территории весной 2013 года здание было снесено. После сноса на его месте построен один из корпусов ЖК «Арена Парк».

## Описание
Улица Новая Башиловка идёт от Ленинградского проспекта до улицы Нижняя Масловка, с левой стороны к ней примыкают Московская и Петровско-Разумовская аллеи. Нумерация домов от Ленинградского проспекта.

## Транспорт
По улице проходят автобусы 22, 110, т29 (только от Нижней Масловки к Ленинградскому проспекту), а также т79 (в обе стороны).